# Cueta tumida
Cueta tumida är en insektsart som först beskrevs av Banks 1913.  Cueta tumida ingår i släktet Cueta och familjen myrlejonsländor. Inga underarter finns listade i Catalogue of Life.